# Gran Ducat de Lituània
El Gran Ducat de Lituània va ser un estat de l'Europa central i oriental del segle xii i segle xiii fins al 1795. Va ser fundada pels lituans, una de les tribus paganes del Bàltic d'Aukštaitija. El ducat més tard es va ampliar per a incloure grans porcions de l'antic Rus de Kíev i altres països eslaus, que abasta el territori de l'actual de Lituània, Belarús, Ucraïna, Letònia i parts de Moldàvia, Polònia i Rússia. En l'època de major esplendor en el segle xv, va ser l'estat més gran d'Europa. Va ser un estat multi-confessional i multiètnic, amb gran diversitat de llengües, religions i patrimoni cultural.
La consolidació de les terres de Lituània va començar a la darreria del segle xii. Mindaugas, el primer mandatari lituà, va ser coronat com a Rei de Lituània el 1253. L'estat pagà va participar en la croada religiosa dels Cavallers teutònics i l'Ordre de Livònia. L'estat multi-confessional i multiètnic només va sorgir als darreres anys del regne de Gediminas, i va seguir creixent sota el seu fill Algirdas.

## Croada lituana
L'Orde Livonià s'establí a Riga el 1202, i els cavallers teutons arribaren a Cúlmerland en la dècada del 1230. Prèviament conqueriren els assentaments d'altres tribus veïnes de la regió del Bàltic – curonians, semigal·lians, letigals, selonians, prussians (vegeu croada livoniana i croada prussiana). El primer atac contra els lituans i els samogitis fou el 1208 i els ordes militars foren influents en la política d'aquesta zona, tot i que no esdevingueren una amenaça directa fins a la dècada del 1280. En aquesta època el Gran Ducat de Lituània ja era una realitat i podia presentar una defensa organitzada. Durant els següents cent anys els cavallers croats organitzaren anualment expedicions destructives, però sense gaires resultats: les regions frontereres de Samogítia i Sudòvia s'anaren despoblant i els croats només conqueriren territori de ningú. El Gran Ducat acceptà convertir-se al cristianisme el 1386 quan Ladislau II Jagelló fou batejat per un sacerdot polonès, com a part de l'acord matrimonial amb Eduvigis, després del qual fou coronat rei de Polònia.

## Conquesta del Rus de Kiev
La llarga i fracassada lluita contra els mongols, i l'oposició interna al príncep i la intervenció estrangera va debilitar el Principat de Galítsia-Volínia, i amb la fi de la branca Mstislavich de la Dinastia ruríkida a mitjan segle XIV, Després de la batalla del riu Irpín de 1321, la resta de Volínia va caure en mans de Lituània, incloent Kiev, que havia estat conquerida per Gediminas el 1323 després d'un setge d'un mes, posant fi al govern de Rurikides a la ciutat. De 1349 a 1352, Casimir III de Polònia i el gran duc de Lituània Gediminas s'enfronten per apoderar-se del principat de Galítsia-Volínia. En 1352, Polònia i Lituània arriben a un acord sobre el repartiment de Galítsia-Volínia. Casimir III el Gran obté Galítsia (amb Lviv, Hàlitx, Chełm, Lutsk i Belz), Podíl·lia i una part de Volínia, i la resta de Volínia, incloent Kiev, i Podlàquia esdevenen lituanes, i els governants lituans van assumir llavors el títol sobre Rutenia. Quant als voivodats moldaus, formen el principat independent de Moldàvia en 1359.

## Guerres civils
La Guerra Civil Lituana es va desfermar el 1381 després de la signatura de Jogaila, Gran Duc de Lituània amb l'Orde Teutònic del Tractat de Dovydiškes, una aliança dirigida contra el seu oncle Kęstutis, pare de Vitautas, entre els cosins Jogaila i Vitautas. Kęstutis va aconseguir prendre el poder al Gran Ducat, però va ser traït pels partidaris de Jogaila, i durant les negociacions per a una treva, Kęstutis i Vitautas van ser arrestats i tancats al castell de Krev. Kęstutis moriria en el castell una setmana després, però Vitautas va aconseguir escapar i es va aliar amb els Cavallers Teutònics. A continuació les dues forces saquejar les terres lituanes. Finalment els primers es reconciliaran per la necessitat de Jogaila d'obtenir estabilitat interna de cara a les negociacions amb el Gran Ducat de Moscou i el Regne de Polònia per a una possible cristianització de Lituània.
La guerra no aconseguiria dirimir la lluita de poder, ja que es reprendria el 1389, fins que es va resoldre el 1392 amb el Pacte d'Ostrów. Després de més de deu anys de lluita, Vitautas el Gran es convertiria en Gran Duc de Lituània i governaria el país en el seu nom durant 38 anys amb una certa independència de Jogaila, que tenia el títol de Duc Suprem de Lituània.

## Cristianització de Lituània
L'intent definitiu per cristianitzar Lituània va ser realitzat per Ladislau II Jagelló. La mare russa de Jagelló l'apressava perquè es casés amb Sofia, filla del príncep Dmitri Donskói de Moscou, la qual cosa requeria que es convertís prèviament a l'ortodòxia, i convertiria Lituània en feu del Gran Ducat de Moscou. Aquesta opció, tanmateix, era irreal i no semblava que pogués detenir les croades contra Lituània per part de l'Orde Teutònic. Jagelló va escollir, tenint en compte això, una proposta polonesa, que li casaria amb Eduvigis de Polònia si es convertia al catolicisme. Sobre aquests i altres termes, el 14 d'agost de 1385, al castell de Kreva, Jagelló va acordar adoptar el cristianisme, amb la signatura de la Unió de Krewo. Ladislau va ser degudament batejat a la Catedral de Wawel, Cracòvia el 15 de febrer de 1386 i va esdevenir Rei de Polònia. Aquest acord comporta dos canvis importants en la història de Lituània : la conversió al catolicisme i l'establiment d'una unió dinàstica entre el Gran Ducat de Lituània i el Regne de Polònia.
Algirdas, partidari de l'opció de l'"equilibri dinàmic", al llarg del seu regnat va temptejar tant al Papat d'Avinyó com al Patriarca de Constantinoble amb la possibilitat d'una conversió per la qual cosa es van realitzar diversos intents de negociació per convertir Lituània.
El Regnat de Vitautas el Gran vingué marcat no només per la major expansió territorial de la Gran Ducat, i la derrota dels Cavallers Teutònics en la batalla de Grunwald el 1410, sinó també amb l'augment de la noblesa lituana. Després de la mort de Vitautas, la relació de Lituània amb el Regne de Polònia es va deteriorar molt el nobles lituans, inclòs els Radziwiłł, va tractar de trencar la unió personal amb Polònia.

## Guerres moscovito-lituanes
Ivan III de Moscou es considerava hereu del caigut Imperi Romà d'Orient i defensor de l'Església Ortodoxa, i en tant que la majoria de la població del ducat fora de la pròpia Lituània era ortodoxa, tot i que les elits es convertien gradualment al catolicisme, les tensions religioses van anar augmentar fins esclatar les guerres moscovito-lituanes amb el Gran Ducat de Moscou de 1492–1494, 1500–1503, 1507–1508, 1512–1522 i 1534–1537, però malgrat les tensions, la unió es mantingués intacta, amb l'absorció de l'Orde Livonià en 1561, que es va secularitzar i transformar en el Ducat de Curlàndia i Semigàlia Al llarg de les guerres, particularment al segle xvi, els moscovites van expandir el seu domini cap a l'oest, prenent el control de molts principats als lituans.

## Guerra de Livònia
La Guerra de Livònia va començar el 1558 amb l'entrada de les tropes russes d'Ivan IV a Livònia. Rússia lluitava contra la Polònia i Lituània, Dinamarca i Suècia per la dominació dels Estats bàltics. Les ciutats livonianes de la costa de bàltic eren d'importància estratègica per a Rússia, a causa del comerç amb Europa Occidental. La guerra acabà sense èxit per a Rússia, malgrat les seves victòries inicials contra l'Orde de Livònia, i que el 1561, l'últim mestre de l'orde, Gotthard Kettler, pel Tractat de Vílnius amb Segimon II August va secularitzar i dissoldre l'orde, transformant-la en el Ducat de Curlàndia que esdevenia un feu sota sobirania de la Unió de Polònia-Lituània, i es convertí al luteranisme, i Rússia i Polònia-Lituània van signar una treva d'un any.

## Confederació de Polònia i Lituània
La Unió de Lublin de 1569 va crear un nou Estat, la Confederació de Polònia i Lituània. En aquesta federació, decisiva per l'expansió del cristianisme en el seu territori, el Gran Ducat de Lituània manté el seu caràcter distintiu polític i tenia un govern, lleis, exèrcit, i Hisenda, i. La Comunitat no va poder impedir les pèrdues territorials a l'expansió de Rússia.
La Unió consolidà la unió personal del Regne de Polònia amb el Gran Ducat de Lituània, en una unió real dels dos estats sota una sola monarquia electiva, ja que Segimon II August, l'últim dels Jagelló, no va tenir fills després de tres matrimonis. A més, l'autonomia de la Prússia Reial va ser en gran part abandonada. Constituí un esdeveniment crucial en la història d'aquestes nacions. La Unió de Lublin ha estat vista de manera molt diferent per diversos historiadors. Els historiadors polonesos es concentren en els aspectes positius, posant l'accent en la seva creació pacífica, voluntària i el seu paper en la difusió de la cultura polonesa. Els historiadors lituans, en canvi, són més crítics amb la Unió, assenyalant que estava dominada pel Regne de Polònia. Després d'una sèrie de guerres devastadores, la unió poloneso-lituana va ser dividida entre l'Imperi Rus, Prússia i Àustria el 1795.

## Demografia
Els historiadors lituans suggereixen que els rutenis constituïen el grup de població més gran del Gran Ducat, i que eren el doble dels lituans. Els historiadors russos i ucraïnesos creuen que la seva proporció era encara més gran i assumeixen una proporció de 3:1 o 4:1. A finals del segle XIV, 400.000 lituans i entre 1 i 1,5 milions de rutenis vivien al Gran Ducat. El 1528 el nombre total d'habitants va créixer fins als 2,7 milions i al segle xvii fins als 4 milions. En el moment de la Unió de Lublin, un terç de la població vivia a les ciutats, després de la unió, el nombre de polonesos a Lituània va augmentar significativament. La taxa d’urbanització de Lituània era petita en comparació amb la resta d’Europa. La part occidental del Gran Ducat, la regió de Vílnius, Trakai i Navahrudak, era la més urbanitzada. A finals del segle xv i principis del XVI, les ciutats mitjanes de Lituània van començar a créixer. El 1500 hi havia quaranta ciutats a Lituània i noranta més a mitjans del segle XVI.

## Llengua
A la zona central del Gran Ducat de Lituània, es parlava principalment el lituà, una llengua indoeuropea de la zona del bàltic. Els buròcrates del Gran Ducat usaven el llatí, alemany i antic ruteni, i després de la conquesta dels antics territoris de la Rus de Kíev, el ruteni antic es va convertir en la llengua oficial. Només després de la mort de Joan III Sobieski el 1696, la llengua oficial de l'administració es va canviar al polonès.